# Formowanie jednostki
Formowanie jednostki – nakazane rozkazem lub zarządzeniem organizacyjnym utworzenie wojskowej jednostki organizacyjnej – zgodnie z ustalonym etatem.